# Nabburg
Nabburg är en stad i Landkreis Schwandorf i Regierungsbezirk Oberpfalz i förbundslandet Bayern i Tyskland.
Staden ingår i kommunalförbundet Nabburg tillsammans med kommunerna Altendorf och Guteneck.